# Biotopo Palù Tremole
Il Biotopo Palù Tremole è un'area naturale protetta del Trentino-Alto Adige istituita nel 1992.
Occupa una superficie di 4 ha nel comune di Borgo d'Anaunia, in Provincia autonoma di Trento.